# (14097) Capdepera
(14097) Capdepera (1997 PU4) – planetoida z grupy pasa głównego asteroid okrążająca Słońce w ciągu 4,6 lat w średniej odległości 2,76 j.a. Odkryta 11 sierpnia 1997 roku.